# باشگاه فوتبال استروگا
باشگاه فوتبال استروگا (مقدونی: ФК Струга Трим-Лум) یک باشگاه فوتبال مستقر در استروگا، مقدونیه شمالی است که در حال حاضر در لیگ دسته اول فوتبال مقدونیه شمالی، بالاترین سطح لیگ فوتبال در این کشور به فعالیت می‌پردازد.